# Septénaire (Société théosophique)
Pour les articles homonymes, voir Septénaire.
Le Septénaire ou constitution septénaire (du sanskrit Saptaparna, plante à sept feuilles) est le nom d'un des enseignements de la Société théosophique, fondée en 1875 par Helena Blavatsky, et utilisée depuis par divers courants New Age. C'est une conception inspirée de la terminologie utilisée dans les textes du Véda et des Puranas, selon laquelle l'être humain posséderait « sept corps » – l'organisme physique, et six autres, invisibles : les corps subtils, dont le corps éthérique et le corps astral.
Ces sept corps correspondent aux sept plans de l'Univers, hiérarchisés du plus matériel au plus subtil. L’objectif de l’être humain serait de les maîtriser pour évoluer spirituellement par un processus "d'alchimisation de l'être".
Pour ces courants spiritualistes la clé septénaire a une signification symbolique. Associant le chiffre quatre, symbole de la Terre et de la matière, au chiffre trois, symbole du Ciel et du Spirituel, le sept représente "la totalité manifestée en mouvement".
Pour certains de ces auteurs il existe également une analogie entre la constitution septénaire inspirée des textes hindous et celle des textes funéraires de l'Égypte antique.

## Le septénaire pour la société théosophique
Helena Blavatsky, fondatrice de la Société Théosophique, expose dans son œuvre La Doctrine Secrète que l'Univers est organisé par le nombre Sept. De même que l'Esprit (divin) se différencie sous forme de sept états de matière durant le processus de création et manifestation de l'Univers, de même l'Homme en tant que « Monade » ou en tant qu'individualité, posséderait sept corps. Les sept corps changent de nom suivant le courant philosophique mais le principe reste le même. 
Dans d'autres traditions ils se décrivent de manière différente mais le principe reste identique. Cette constitution septénaire sera reprise, avec des évolutions de terminologie, par d'autres auteurs.

### Schéma du septénaire et analyse symbolique
Afin de décrire la double nature mortelle et immortelle de l'homme selon sa théorie, Helena Blavatsky dans La Clé de la Théosophie fait référence à la conception platonicienne de l'âme en trois parties (Noüs / Psyché / Soma) et à la constitution septénaire comme étant un déploiement de cette conception ternaire.
La Clé de la Théosophie  décrit la constitution séptenaire et la met en  correspondance avec les quatre éléments (terre, eau air, feu) et les quatre règnes. Le septénaire se divise en deux groupes : un ternaire ou triade (triangle) qui représente la partie atemporelle, divine et transcendante en l'Homme, et un quaternaire qui représente la partie mortelle et matérielle. Toutefois, selon Fernand Schwarz il ne s'agit pas d'une conception dualiste avec d'un côté l'Esprit et de l'autre la matière, mais d'une « combinaison subtile d'une Forme et d'une Substance qui s'interpénètrent ».

### Évolutions de terminologie
Allan Octavian Hume écrivit un article sur le sujet, publié en 1881 dans la revue The Theosophist, à partir des enseignements de Helena Blavatsky et du Mahatma Koot Houmi. Il nomme les sept corps ainsi : corps physique, principe vital, corps astral, double astral, Ego, Esprit supérieur, Absolu. Par la suite en 1893, William Quan Judge en fera une analyse dans son ouvrage L'Océan de Théosophie.
Ces sept corps correspondent à des termes sanskrits : 
- Le premier corps appelé sthûla-sharîra (en sanskrit, sthula brut, grossier, non raffiné, lourd, épais, conditionné, et sharîra, de la racine sri, modeler, former). L'idée sous-jacente est celle d'un corps grossier, impermanent du fait de son état composé.
- Le deuxième est le prâna-sharîra (en sanskrit, de pra, avant, et de la racine verbale an, respirer, vivre). Selon Helena Blavatsky, il s'agit du souffle de vie. La vie de prâna s'exprimerait au-dehors, au-dedans et tout autour du corps humain et effectuerait des pulsations permanentes pendant le développement de l'existence physique. La signification de prâna se retrouve chez plusieurs sages hindous[11] : 
  1. souffle vital (un des cinq vāyus)
  2. fluide vital dans le corps (chez Mâ Ananda Moyî)
  3. énergie nerveuse, force de vie (chez shrî Aurobindo)
  4. principe de vie, force infinie et omniprésente qui se manifeste dans l'univers (chez swâmî Vivékânanda)
  5. force cosmique qui agit sur l'âkasha pour créer l'univers (chez Swâmî Sivananda Sarasvati)
- Le troisième corps est appelé linga-sharîra (en sanskrit linga, le signe, la marque caractéristique, le modèle, le plan, et sharîra de la racine sri, modeler, former). Il s'agit d'un plan ou modèle qui est également impermanent ; ce corps modèle ou corps astral serait plus éthéré que le corps physique. C'est ce modèle astral qui serait la référence selon laquelle le corps physique serait construit, et à partir duquel le corps physique se développe à mesure que la croissance s'accomplit.
- Le quatrième corps est kâma-rupa ou kâma-manas (en sanskrit, de la racine verbale kâm, le désir). Le principe du désir constitue une force fondamentale de la motivation humaine. Né de l'interaction de âtman, buddhi et manas, kâma est une force qui peut être source de Bien ou de Mal selon la manière dont la conscience en fait usage. Il s'agit du siège des impulsions de vie, des désirs, des aspirations[12].
- Le cinquième corps est manas (en sanskrit, de la racine verbale man, penser). Il s'agit du siège de l'intellect et de la conscience égoïque ; dans l'Humanité, manas est la personne humaine, l'égo se réincarnant, immortel en essence, endurant dans ses plus hauts aspects au travers les différentes réincarnations. Une fois incarné, manas devient cependant double, gravitant autour de buddhi dans ses aspects les plus élevés et autour de kâma dans ses aspects les plus bas. La première dimension de manas est donc l'intellect, le mental de raisonnement, la deuxième est l'esprit intuitif, liés aux principes spirituels supérieurs[13].
- Le sixième corps est appelé buddhi[n 2] (en sanskrit, de la racine verbale budh, qui signifie se réveiller, être éclairé, savoir). Ce véhicule est supposé être celui de la pureté, de l'esprit universel, conçu comme une sorte d'inséparable fragment lié à atman, dont il serait l'ultime véhicule. Dans l'homme, buddhi est l'âme spirituelle, l'intelligence, la faculté de discernement et d'intuition, le canal par lequel afflue l'inspiration divine d'atman vers l'ego, et par ailleurs la conscience spirituelle, ou faculté qui permettrait à l'homme de discerner entre le Bien et le Mal. Les qualités du principe dit "bouddhique", une fois éveillées, serait le jugement détaché, la compréhension instantanée, l'intuition de la vérité, l'amour sans limite et la capacité du pardon universel.
- Le septième corps ou principe est appelé âtman (en sanskrit : le Soi). Il s'agirait de la pure conscience, le Soi cosmique qui serait le même en chaque entité de l'Univers. Il serait le sentiment et la connaissance du "Je suis", pure cognition, idée abstraite du Soi. Dans l'incarnation de l'homme, âtman serait le lien ultime de la divinité de l'homme avec la Conscience universelle et l'Absolu.

La terminologie de ce septénaire a évolué au fil des décennies au sein de la doctrine de la société théosophique : Annie Besant et Charles Leadbeater, héritiers directs d'Helena Blavatsky et présidents successifs de la Société Théosophique à la mort de sa fondatrice, ont redéfini cette organisation différemment[réf. nécessaire]. Le terme de « corps astral » a notamment été attribué non plus au linga-sharîra (renommé « corps éthérique » ou « double éthérique ») mais à kâma, siège du désir. De plus, le prâna a été écarté, de par son caractère interpénétrant l'ensemble de la personnalité humaine, du septénaire strictement humain. Enfin, le manas a été divisé en deux principes de par sa nature duelle : le premier, lié à la personnalité, appelé « corps mental» et le second, « corps causal »,  lié à l'individualité et gravitant autour de buddhi. Ainsi, un nouveau septénaire, détaché de la terminologie des termes en sanskrit, a vu le jour : 1) corps physique (sthûla-sharîra) ; 2) corps ou double éthérique (linga-sharîra) ; 3) corps astral (kâma, "désir") ; 4) corps mental (manas dit inférieur ou kama-manas) ; 5) corps causal (manas dit supérieur) ; 6) corps buddhique (buddhi, "éveil") ; 7) corps âtmique (âtman). Ce septénaire a notamment été repris par des cercles New Age[Lesquels ?] .
Aïvanhov en 1977 : 1) corps physique ; 2) volonté, subconscience ; 3) cœur, conscience ; 4) intellect, soi-conscience ; 5) âme, superconscience ; 6) esprit, conscience divine. "Dans la partie qui représente la nature inférieure, on trouve les corps physique (volonté), astral (cœur) et mental (intellect), et, pour la nature supérieure, les corps causal (intellect supérieur ou raison), bouddhique (cœur supérieur ou âme), et atmique (volonté supérieure ou esprit)".

## Le septénaire et l'hindouisme
La conception septénaire de la société théosophique se prétend inspirée de textes du Véda, et des Puranas.
Helena Blavatsky établit un lien de correspondance (voir tableau ci-après) entre le septénaire de la Société théosophique et La Brahmānanda Vallī, une des sections du Taittiriya Upanishad, l'une des plus anciennes Upaniṣad majeures (VIIe s. av. J.-C.), qui distingue cinq "enveloppes" ou "étuis" (koshas) qui composent l'individu (jiva)  :
- le corps grossier (sthûla-sharîra), c'est-à-dire l'organisme physique, ne contient qu'une enveloppe : [1] l'enveloppe de nutriment (annamaya-kosha)
- le corps subtil (sûkshma-sharîra) contient trois enveloppes : [2] l'enveloppe d'énergie vitale (prânamaya-kosha), [3] l'enveloppe mentale (manomaya-kosha), [4] l'enveloppe de l'intellect (vijñânamaya-kosha) ;
- le corps causal (kârana-sharîra) contient [5] l'enveloppe de béatitude (ânandamaya-kosha)

### Tableau comparatif des systèmes philosophiques selon la «Doctrine secrète»
Un schéma issu de la Doctrine Secrète [I, 140] établit des correspondances entre différents systèmes de philosophie indienne selon son auteur Helena Blavatsky :

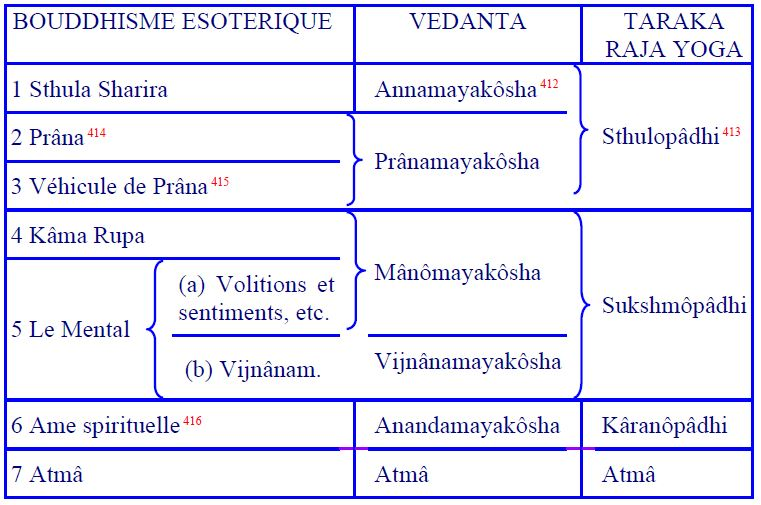

## Le septénaire dans l'Égypte antique selon Helena Blavatsky
Helena Blavatsky expose dans la Doctrine Secrète les analogies qui existent entre la constitution septénaire qu'elle propose et celle des textes funéraires égyptiens (Livre des Morts, textes des Pyramides et des Sarcophages). Cette classification, appelée « sept principes de Romet », a été développée par l'anthropologue Fernand Schwarz dans plusieurs publications, :
- Atma ⇔ Sahu / Atmu : âme divine ou éternelle.
- Buddhi ⇔ Akh / Cheiby : principe spirituel qui se perpétue et abandonne le corps au moment de la mort.
- Manas ⇔ Ba : âme héréditaire, l'intelligence.
- Kama Manas ⇔ Ab / Hathi : le cœur, siège des sentiments de la mémoire et de l'imagination. Demeure du Ba. C'est lui qui est pesé lors de la psychostasie.
- Linga Sharira ⇔ Kah : le double, la manifestation de l'énergie vitale dans ses fonctions créatrices.
- Prana Sharira ⇔ Kaibit / Ankh / Shout : l'ombre, l'énergie qui vitalise le corps, la momie.
- Stula Sharira ⇔ Djet / Khat : le corps physique ou corruptible, le cadavre.